# Kostermansia
Kostermansia malayana, con el nombre común de  durian tuang o krepal, es una especie de árbol que alcanza los 40 metros de altura, perteneciente a la familia Bombacaceae, es originaria de Malasia. Está tratada en peligro de extinción por pérdida de hábitat. Es la única especie del género Kostermansia.